# زمان بد
«زمان بد» (انگلیسی: Bad Time) ترانه‌ای از خواننده آمریکایی، سابرینا کارپنتر از سومین آلبوم استودیویی او به نام منحصربه‌فرد: پرده یکم (۲۰۱۶) و ششمین قطعهٔ این آلبوم است که در ۱ نوامبر ۲۰۱۸ توسط هالیوود رکوردز به عنوان دومین تک‌آهنگ تبلیغاتی این آلبوم منتشر شد. این ترانه توسط سابرینا کارپنتر، جولیا کارلسون و اسکار گورِس نوشته شده است. موضوع ترانه دربارهٔ کسی است که به دنبال «زمان خوبی» می‌گردد، اما دعوت او رد می‌شود.